# Hematoma
Un hematoma és una acumulació de sang causat pel trencament de vasos capil·lars que apareix generalment en una contusió. Un hematoma quan apareix en la pell adquireix un color blavenc o violaci (per això se'l coneix popularment com un blau o un morat) en uns pocs minuts després del cop, i desapareix de manera natural.
Els hematomes també poden aparèixer en òrgans interns.
Els hematomes poden migrar gradualment a mesura que les cèl·lules i els pigments fluids es mouen en el teixit conjuntiu. Per exemple, un hematoma en la base del polze es mouria lentament fins a cobrir tot el dit en una setmana.

## Símptomes dels hematomes
Segons sigui la intensitat del cop causant, hi ha diferents tipus d'hematomes, i es desencadenen de la forma següent:
- Dolor: el primer símptoma d'un hematoma és sentir dolor en la zona on s'ha rebut el cop.
- Inflamació: la zona afectada patirà una inflamació que anirà baixant de manera natural amb el pas del temps.
- Canvi de color de la pell: la zona afectada anirà canviant de color a mesura que vagi avançant el temps. Començarà de color rosaci, després canviarà a un color blavós, amb els dies passarà a ser groguent-verdós i finalment a mesura que la pell vagi sanant tornarà al seu color normal.[2]

Si es dona el cas en què es produeix la formació dels hematomes en diferents àrees del cos sense haver patit cops o caigudes, és recomanable que el pacient es dirigeixi a una consulta per ésser revisat per un metge hematòleg.

## Tipus
- Hematoma subdèrmic (sota la pell)

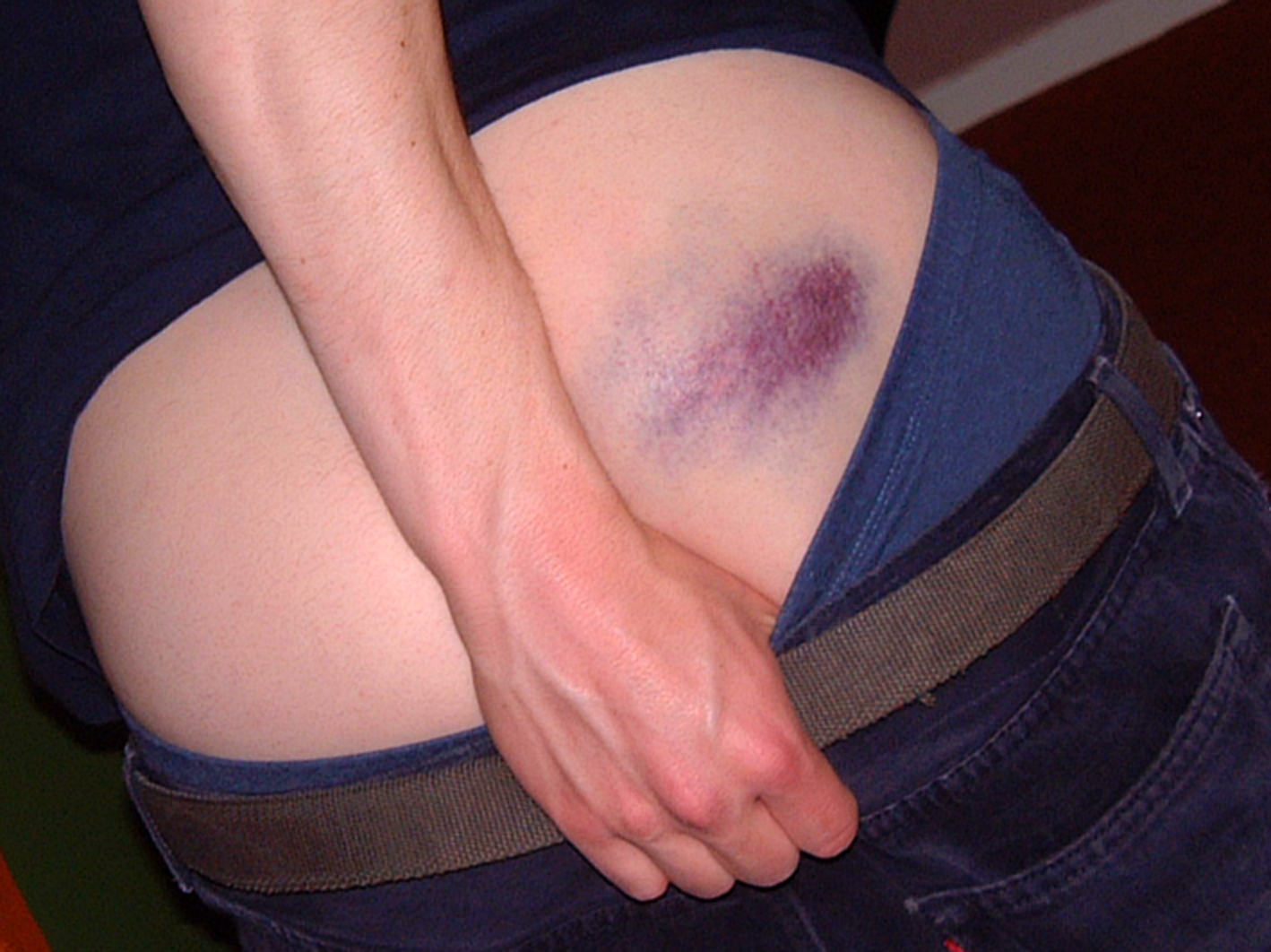
Hematoma intramuscular a les natges com a conseqüència d'una lesió esportiva.

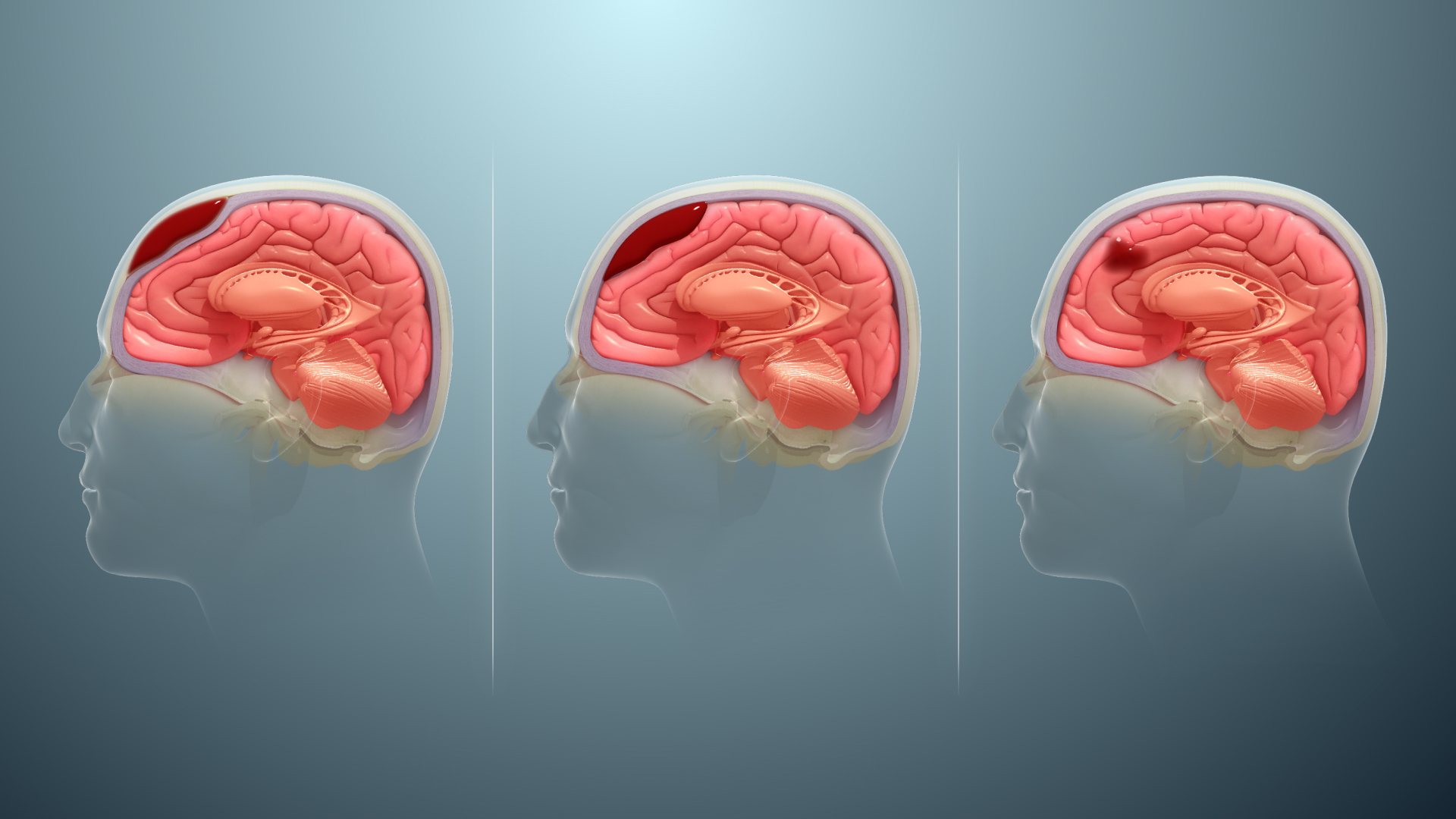
D'esquerra a dreta: hematoma epidural, hematoma subdural i hematoma intraparenquimatós.

- Hematoma intramuscular (dins del teixit muscular)
- Crani/encèfal:
  - Hematoma subgaleal: entre l'aponeurosi epicranial i el periosti
  - Cefalohematoma: entre el periosti i el crani. Comú causat en el part amb ventosa obstètrica.
  - Hematoma epidural: entre el crani i la duramàter
  - Hematoma subdural: entre la duramàter i l'aracnoide
  - Hematoma subaracnoidal: entre l'aracnoide i el piamàter (l'espai subaracnoidal)
  - Hematoma parenquimàtic: dins de les estructures de l'encèfal, més habitualment el cervell (en una hemorràgia cerebral).
  - Otematoma: entre la pell i les capes de cartílag de l'orella
- Hematoma mamari (mama)
- Hematoma pericondral (orella)
- Hematoma perianal (anus)
- Hematoma subunguial (ungla)
- Hematoma de la beina del recte